# Коперник (научная программа)

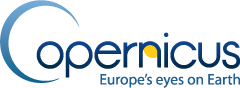
Логотип

«Коперник» (Copernicus) — программа непрерывных наблюдений за состоянием Земли, которая управляется Европейской комиссией в сотрудничестве с государствами — членами Европейского союза, Европейским космическим агентством, Европейской организацией спутниковой метеорологии, Европейским центром среднесрочных прогнозов погоды, агентством Frontex, Спутниковым центром ЕС и организацией Mercator Océan.
Целью программы является обеспечение глобальных, непрерывных, автономных и высококачественных возможностей для наблюдений Земли в широком спектральном диапазоне. Точная, своевременная и легкодоступная информация программы может быть использована в различных целях, в том числе для достижения лучшего понимания эффектов глобального изменения климата и обеспечения гражданской безопасности. Данные свободно и бесплатно предоставляются гражданам, поставщикам услуг, правительственным, международным и коммерческим организациям с основной целью улучшения качества жизни людей в Европе и за её пределами.
Программа Коперник собирает огромные объёмы глобальных данных со специальных космических спутников (семейство спутников Sentinel), из вспомогательных космических миссий (ранее запущенные коммерческие и общественные спутники), а также со многочисленных датчиков, расположенных на наземных станциях, воздушных и морских системах наблюдения. В рамках программы эти массивы информации преобразуются путём обработки и анализа данных, таким образом придавая им дополнительную ценность. Программа позволяет с легкостью осуществлять поиск и сравнивать данные из наборов, которые охватывают годы и целые десятилетия, тем самым упрощая задачи наблюдения за изменениями.
Слжужбы программы относятся к шести основным взаимосвязанным категориям: атмосфера, море, земля, климат, чрезвычайные ситуации и безопасность:
- Служба по наблюдению за атмосферой предоставляет непрерывные данные и информацию о составе атмосферы[4];
- Служба по наблюдению за морской средой предоставляет регулярную информацию о физическом и био-гео-химическом состоянии, разнообразии и динамике океана и морских экосистем[5];
- Служба по наблюдению за землёй предоставляет географическую информацию о растительном покрове и его изменениях, об эксплуатации земельных ресурсов и круговороте воды[6];
- Служба по наблюдению за изменениями климата предоставляет общественности достоверную информацией о прошлом, настоящем и будущем климата в Европе и за её пределами[7];
- Служба по безопасности предназначена для того, чтобы оказать информационную поддержку для политики Европейского союза по проблемам безопасности[8];
- Служба по чрезвычайным ситуациям предоставляет точную гео-пространственную информацию лицам, участвующим в оперативной работе, связанной с природными катаклизмами, чрезвычайными ситуациями и гуманитарными катастрофами[9].

Программа Copernicus состоит из 3 компонентов:
- Космический компонент: спутники наблюдения и связанный с ними наземный сегмент, в чьи задачи входит наблюдение за наземными, атмосферными и океанографическими параметрами. Миссии спутников наблюдения относятся к двум типам: специальные миссии спутников семейства Sentinel Европейского космического агентства и вспомогательные миссии, которые управляются другими космическими агентствами;
- Измерения на месте (in situ): наземные и воздушные компоненты сетей для сбора данных, предоставляющие информацию об океанах, континентальной поверхности и атмосфере;
- Разработанные и управляемые программой Copernicus службы, которые доступны для пользователей и широкой общественности.

Программа была названа в честь ученого и астронома Николая Коперника. Теория Коперника о гелиоцентрической Вселенной внесла новаторский вклад в современную науку и положила начало первой научной революции.
Расходы на программу в период с 1998 по 2020 год оцениваются в 6,7 миллиарда евро, из которых около 4,3 миллиарда было потрачено в период с 2014 по 2020 год из средств Европейского союза (67 %) и Европейского космического агентства (33 %). Прибыль от полученных данных для экономики Европейского союза оценивается в 30 миллиардов евро к началу 2030 года. Европейское космическое агентство в качестве основного партнера выполнило большую часть проектирования, а также занимается наблюдением и финансирует разработку миссий Sentinel-1, Sentinel-2, Sentinel-3, Sentinel-4, Sentinel-5 и Sentinel-6, причем каждая миссия Sentinel предполагает использование как минимум двух спутников. Некоторые миссии, как например Sentinel-1, используют четыре спутника. Европейское космическое агентство также предоставит инструменты для метеорологических спутников Meteosat третьего поколения и MetOp-SG Европейской организации спутниковой метеорологии. Кроме того, Европейское космическое агентство и Европейская организация спутниковой метеорологии будут координировать получение данных более чем с 30 спутников, которые составляют вспомогательные миссии программы Коперник.